# Nestau
Nestau ist einer von 17 Ortsteilen der Gemeinde Suhlendorf im Landkreis Uelzen in der Lüneburger Heide. Der Ort ist aus dem früheren Nestove entstanden, das 1337 gegründet wurde. Er liegt abseits der B 71 nahe der Wipperau. Nestau ist die jüngste Gemeinde im Kirchspiel Suhlendorf.
Früher war der Ort überwiegend landwirtschaftlich geprägt. Heute gibt es noch einen Voll-Erwerbshof und mehrere Neben-Erwerbshöfe. Im Jahr 2021 wurden in Nestau umfangreiche Maßnahmen zur Dorferneuerung abgeschlossen. Im Fokus der Sanierungsarbeiten lag besonders die Ortsmitte mit dem Rundling.

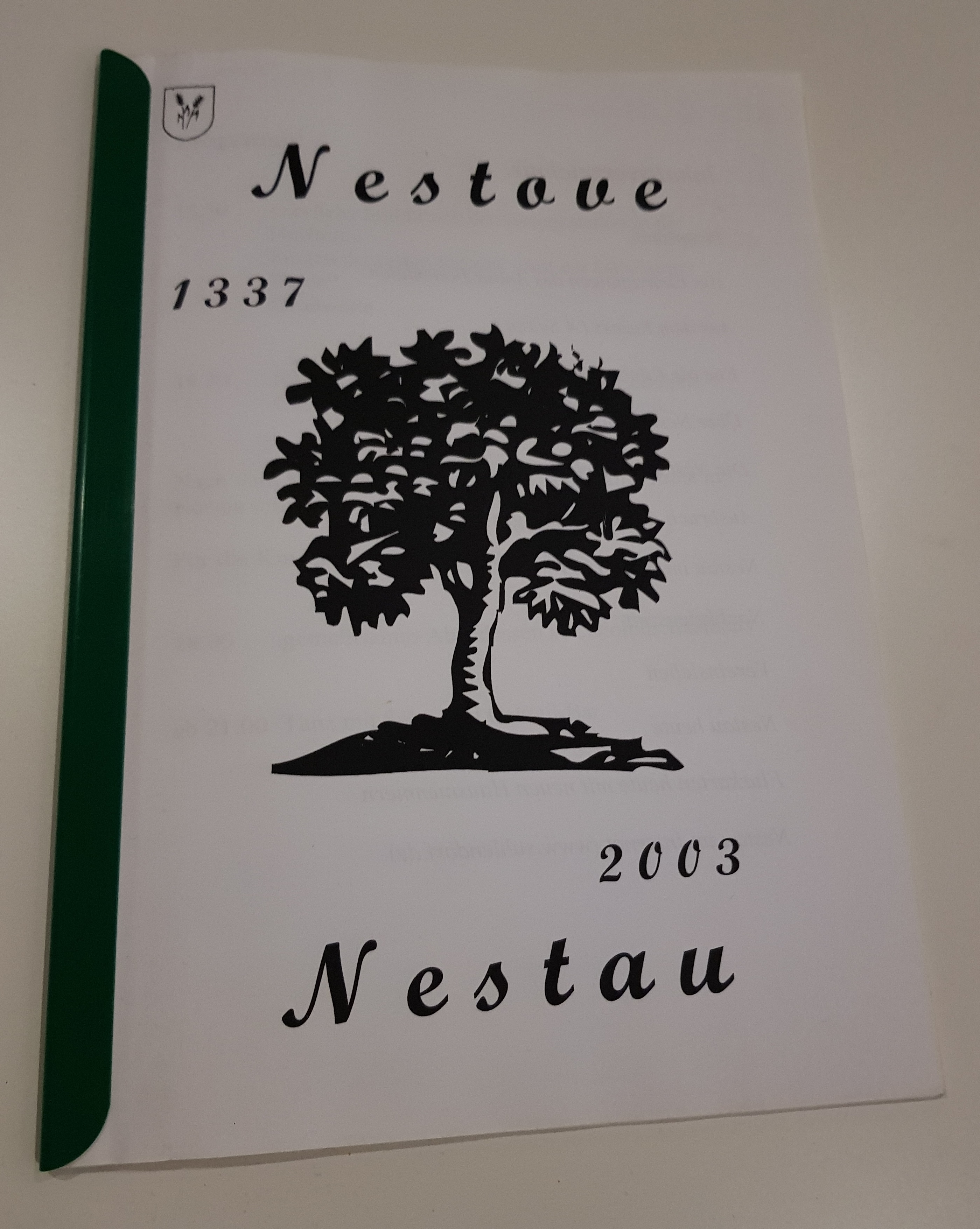
Programmheft zur 666-Jahr-Feier von Nestau

## Geschichte
Am 1. Juli 1972 wurde Nestau in die Gemeinde Suhlendorf eingegliedert.

## Wochenendsiedlung
Seit 1972 befindet sich in Nestau eine Wochenendsiedlung mit 25 Wohneinheiten. Die Einwohner dieser Siedlung kommen überwiegend aus Hamburg.

## St.-Jakobi-Gemeinde

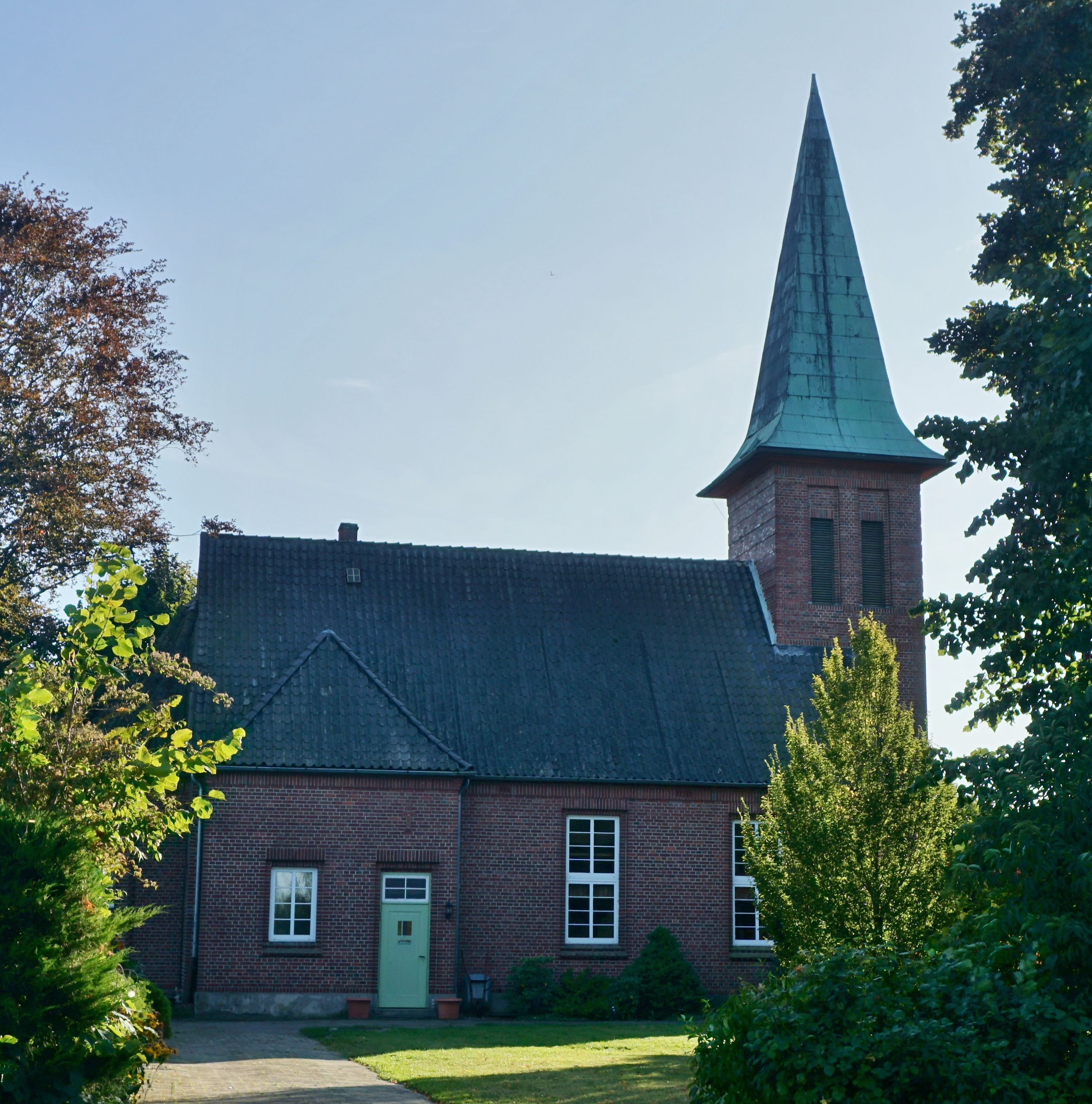
St.-Jakobi-Kirche

Im Jahr 1878 wurde die Selbständige Evangelisch-Lutherische Kirchengemeinde (SELK) St. Jakobi gegründet. Die Gottesdienste fanden anfänglich in einer Scheune statt, die zur Notkirche umgebaut wurde. Im März 1879 wurde der Grundstein für die heutige St.-Jakobi-Kirche gelegt, die die junge Gemeinde am 9. Juli 1879 einweihte. Im Herbst 1887 wurde ein Pfarrhaus mit Nebengebäude erstellt.
1929 wurde das Kirchengebäude aufwendig renoviert und der Dachreiter durch einen Turm ersetzt. Am 15. Februar 1932 brannte die Kirche nieder und wurde noch im selben Jahr wieder aufgebaut.
1968 wurde das alte Pfarrhaus abgerissen und ein neues am 26. Januar 1969 eingeweiht. Am 21. Dezember 1996 feierte die Gemeinde den Weihgottesdienst einer neuen Orgel.
Letzter Pastor der St.-Jakobi-Gemeinde war seit 2015 Pastor Christian Tiedemann. 2020 wurde die Kirche entwidmet und die Gemeinde aufgelöst.

## Hof 6
In den Jahren 1989 und 1990 wurde vom Hof 6 ein alter Speicher abgetragen und im Handwerksmuseum in Suhlendorf originalgetreu wieder aufgebaut. Heute beherbergt er vom Aussterben bedrohte Handwerksberufe, wie z. B. eine Schuhmacherwerkstatt und eine Töpferei.

## Persönlichkeiten
- Magdalene Madaus (1857–1925), Heilpraktikerin und Homöopathin, lebte in Nestau
- Gerhard Madaus (1890–1942), Mediziner und Industrieller, geboren in Nestau